# 1803 у літературі

## Народилися
- 19 січня — Сара Гелен Вітман, американська поетеса, кохана Едгара Аллана По (померла 1878).
- 13 серпня — Одоєвський Володимир Федорович, російський письменник, філософ, педагог, музикознавець і теоретик музики (помер 1869).
- 27 вересня — Проспер Меріме (фр. Prosper Mérimée), французький письменник (пом. 1870).
- 5 грудня — Тютчев Федір Іванович, російський поет (помер в 1873).

## Померли
- 14 березня — Фрідріх Готліб Клопшток (нім. Friedrich Gottlieb Klopstock), німецький поет (народився 1724).
- 22 червня — Йоганн Якоб Вільгельм Хайнзе (нім. Johann Jakob Wilhelm Heinse), німецький поет і письменник (народився 1746).
- 5 вересня — П'єр Амбруаз Франсуа Шодерло де Лакло (фр. Pierre Ambroise François Choderlos de Laclos), французький генерал і письменник (народився 1741).
- 18 грудня — Йоганн Готфрід Гердер (нім. Johann Gottfried Herder), німецький філософ і письменник-просвітитель (народився 1744).